# Onthophagus multipunctatus
Onthophagus multipunctatus är en skalbaggsart som beskrevs av Antoine Boucomont 1914. Onthophagus multipunctatus ingår i släktet Onthophagus och familjen bladhorningar. Inga underarter finns listade i Catalogue of Life.